# همدوسی
همدوسی (به انگلیسی: Coherence) یکی از ویژگی‌های فیزیکی امواج است. در فیزیک دو منبع موج کاملاً همدوس است اگر اختلاف فاز آنها ثابت باشد . این یک ویژگی ایدئال از امواج است که باعث تداخل ایستاده (موج ایستاده تولید می‌شود) می‌شود.
در این ویژگی توان موج‌ها برای تداخل در همدیگر اندازه‌گیری می‌شود. اگر نوری را که از یک چشمه خارج می‌شود، بطریقی به دو قسمت تقسیم کنیم و با هر یک از آنها یک چشمه جدید ایجاد کنیم، به اصطلاح دو چشمه ثانویه از یک چشمه اولیه ساخته می‌شود. هر نوع تغییر کاتوره‌ای (تصادفی) در فاز که در یکی از آنها ایجاد شود، در دیگری نیز عیناً تکرار می‌شود، از این‌رو فاز چشمه‌های ثانویه ثابت می‌مانند. دو چشمه را که به این ترتیب از یک چشمه اولیه مشتق شده‌اند و رابطه فاز ثابتی دارند، همدوس و امواج نوری حاصل از آنها را امواج همدوس می‌گویند.
همدوسی می‌تواند به عنوان یک ابزار مناسب برای یافتن ارتباط ممکن بین دو منبع تولید سیگنال استفاده شود. به همین منظور این ویژگی کاربرد وسیعی در پردازش سیگنال پیدا کرده‌است. یکی از مهمترین کاربردهای همدوسی در پردازش سیگنالهای ثبت شده از مغز است که می‌تواند در مورد چگونگی اتصالات کارکردی مغز توضیح دهد.

## پیشگفتار
یکی از بارزترین نمونه‌های امواج همدوس لیزر است. باریکه نور خارج شده از لیزر می‌تواند دارای خاصیت تقریباً همدوس کامل باشند. اما منابع نوری معمولی مانند لوله فلورسانس، لامپ الکتریکی تنگستن، خورشید همدوس نیستند. البته می‌توان از این منابع نیز نور همدوس ایجاد کرد. ولی شدت نور حاصل به اندازه‌ای ضعیف خواهد بود که زیاد مفید نخواهد بود. برای مقاصد علمی فقط نور لیزر است که می‌تواند باریکه نور همدوس و پرقدرتی ایجاد کند. این خواص که قبل از کشف لیزر قابل حصول بودند، لیزر را در رده کشفیات بسیار مهم فیزیک نوین قرار می‌دهد.

## شرایط همدوسی
برای همدوس بودن موج باید دو شرط زیر برقرار باشند:
1. موج حاصل باید با خطای خیلی کمی، تک فرکانس باشند؛ یعنی پاشیدگی بسامد با پهنای خطی کوچک باشند.
2. جبههٔ موج باید شکل خاصی داشته باشد، به گونه‌ای که نسبت به زمان تغییر نکند. جبهه موج سطحی است که از نقاط با فاز یکسان تشکیل شده‌است. یک منبع نور نقطه‌ای موجی تولید می‌کند که فاز آن در فواصل یکسانی از منبع ثابت است.

انواع همدوسی
با توجه به شرایط همدوسی دو نوع همدوسی قابل تصور است.

## همدوسی زمانی
در شرایط همدوسی، اولین شرط همدوسی را تک‌بسامد بودن موج بیان کردیم. اگر این شرط برقرار باشد، در این صورت همدوسی را همدوسی زمانی می‌گویند. منظور از همدوسی زمانی این است که باید فازهای نسبی بین دو نقطه زمانی در فاصله مکانی نسبتاً طویلی ثابت باشند. به این ترتیب با همدوسی زمانی امکان پیش‌بینی فاز و دامنه پس از فاصله زمانی معلوم بین مشاهدات اولیه و نهایی ممکن است. اگر این فرایند پیش‌بینی بتواند مدتی بعد تکرار شود، در این صورت گفته می‌شود که همدوسی زمانی به بزرگی مساوی و با فواصل پیش‌بینی‌ها موجود است.

## همدوسی فضایی
به عنوان دومین شرط از شرایط همدوسی گفتیم که باید شکل جبهه موج نسبت به زمان تغییر نکند. اگر این شرط برقرار باشد، در این صورت نور حاصل را همدوسی فضایی می‌گویند. به بیان دیگر یک موج زمانی همدوس فضایی خوانده می‌شود که اختلاف فاز ثابتی بین هر دو نقطه انتخابی در روی جبهه موج وجود داشته باشند. عبارت ثابت، متضمن مدت زمان کافی برای انجام عملیاتی در روی جبهه موج از قبیل مشاهده با چشم یا عکسبرداری است.
به بیان دیگر همدوسی فضایی مستلزم ثابت ماندن فازهای نسبی بین دو نقطه فضایی در فاصله زمانی نسبتاً طولانی است. در هر یک از این موارد هر چه فاصله زمانی طولانی‌تر باشد، همدوسی بزرگ‌تر است. برای اینکه یک منبع نوری همدوس کامل باشد، باید علاوه بر همدوس زمانی دارای همدوس فضایی نیز باشد.
فعل دوسیدن در فارسی به معنی چسبیدن است و همدوس از دیدگاه واژگانی به معنای هم‌چسب است.

## نگارخانه

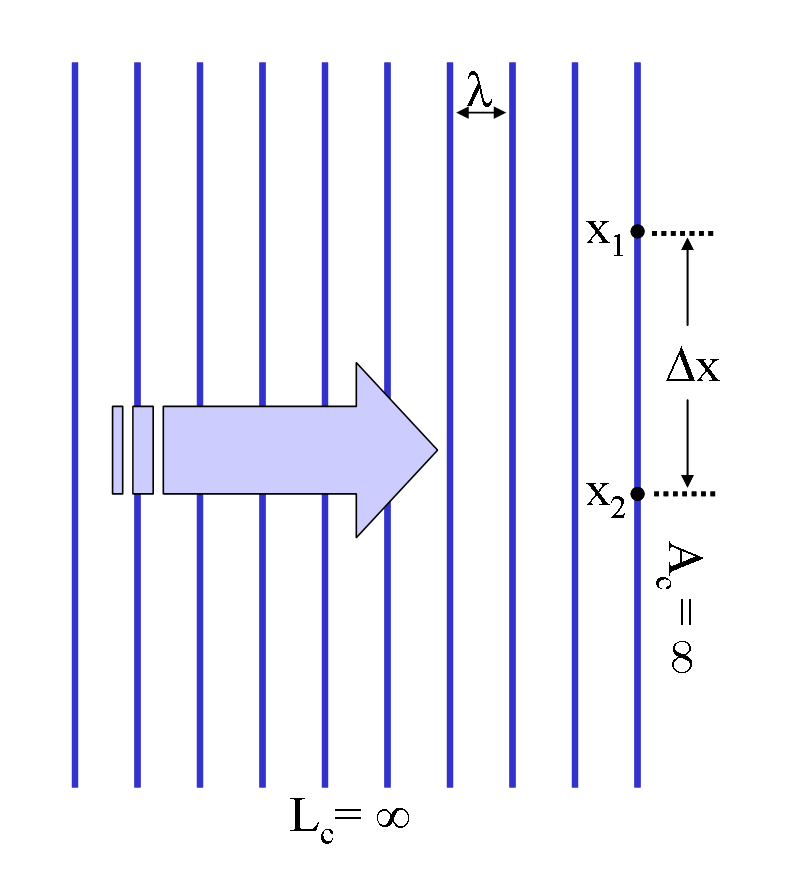
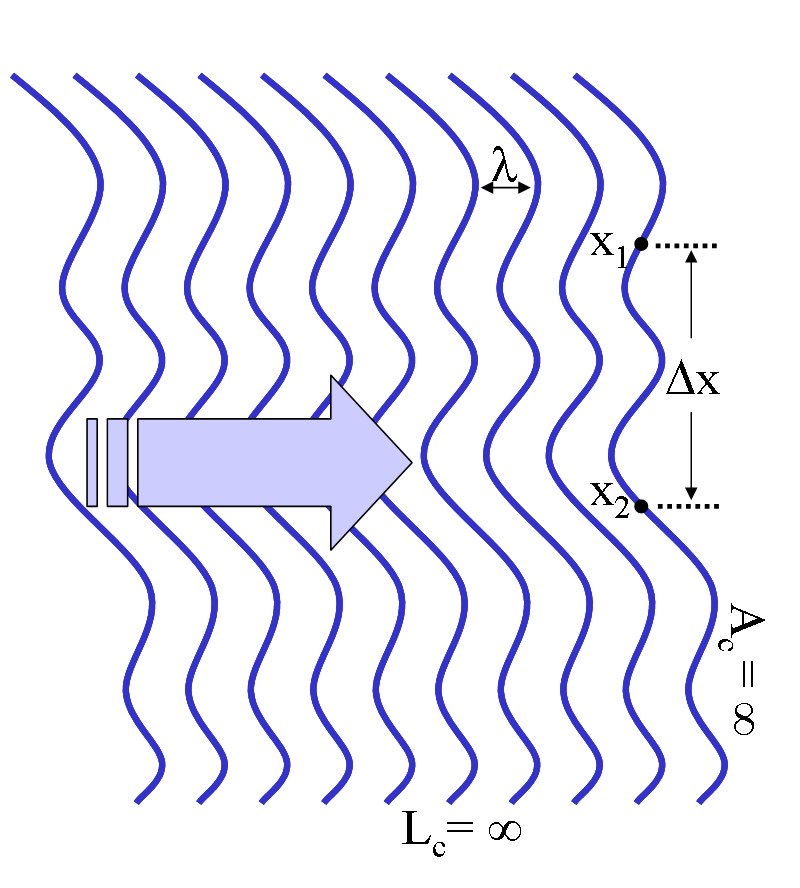
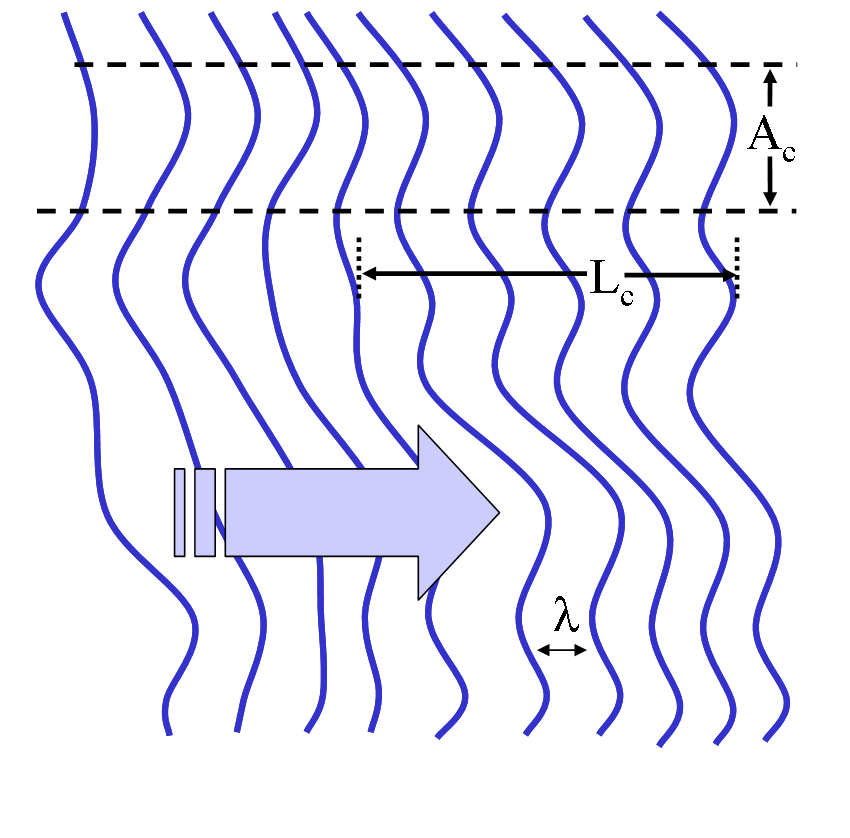
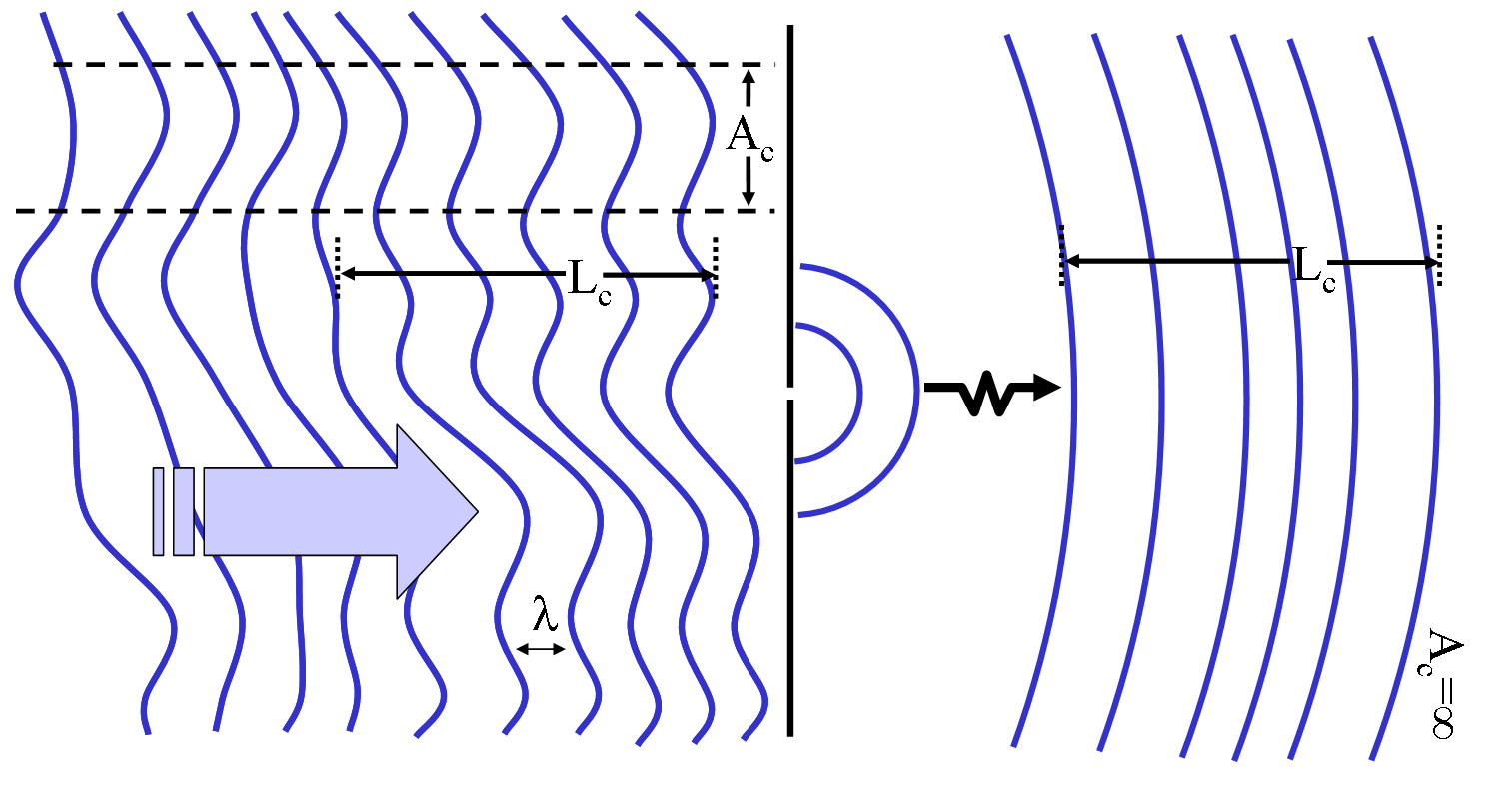
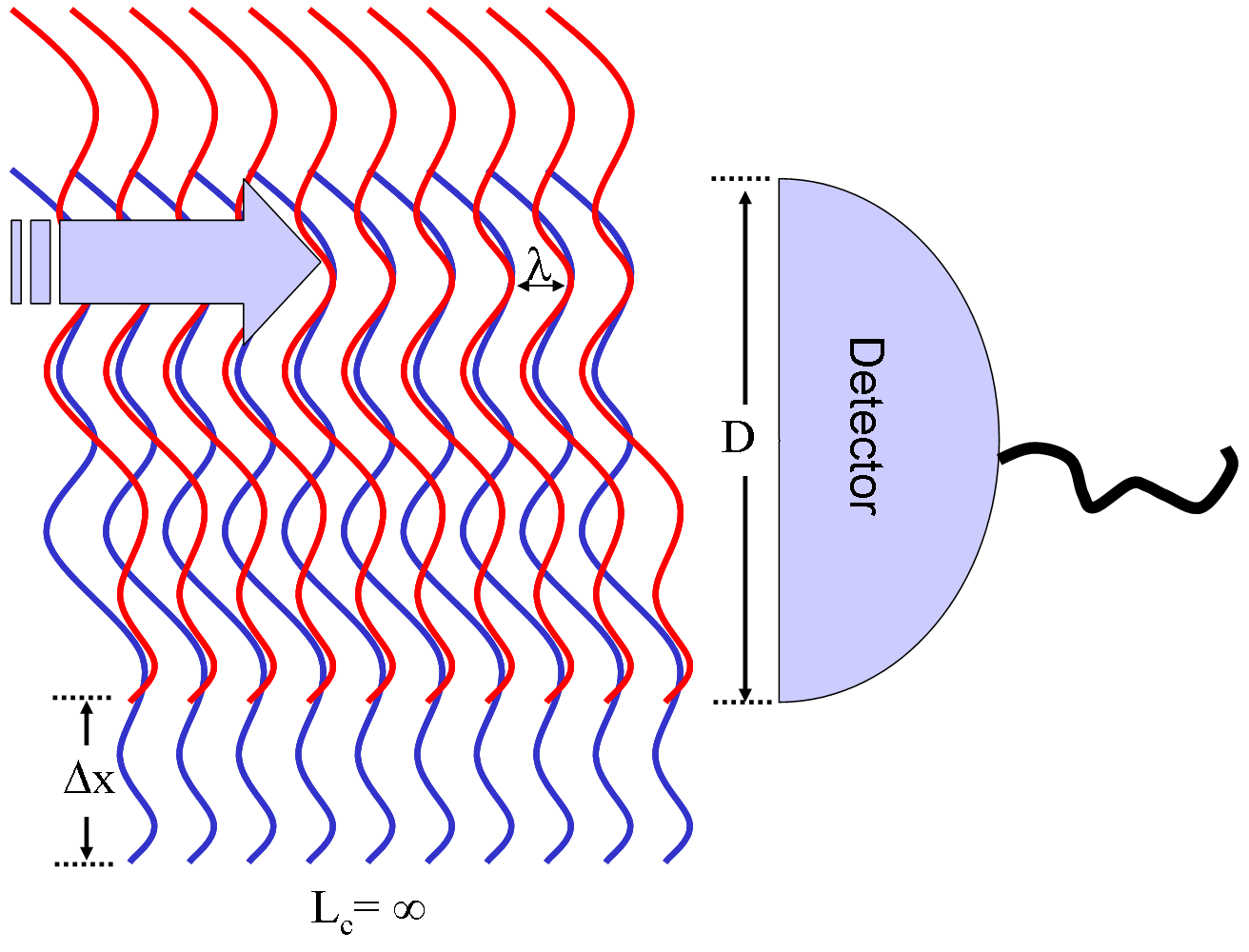

## آثار سینمایی
همدوسی (فیلم)